# Alejandro González Ramírez
Alejandro González Ramírez (Paramonga, 17 de marzo de 1915- Trujillo, 5 de julio de 1953) fue un futbolista peruano que nació en el distrito de Paramonga. Se inició en el fútbol a los 19 años en el Club Sport Paramonga. Con este club comenzó a destacarse por su descomunal físico, y rápidamente comenzó a ser considerado de modo frecuente como refuerzo de otras escuadras de la zona en sus giras por la capital y el interior del país.
Quizá la más positiva de estas giras la realizó en 1935 con la selección de Chancay para un campeonato nacional disputado en Lima. Por entonces, el 'Patrullero' destacaba como centro delantero. Sus repetidas buenas actuaciones le valieron para años después (en 1939) cambiar de colores e integrar las filas del Sporting Tabaco. En este club se quedó dos temporadas y, lo más importante, fue convertido a half centro (lo que podría paragonarse a los centrales y medios defensivos de hoy en día).

## Trayectoria
El 'Patrullero' ya denotaba para esos momentos un estilo particular para tocar el balón. Levantaba la mano derecha para indicar donde iría la pelota y donde debían colocarse los jugadores para recibirla; además, era muy notorio su impresionante don de mando en la mitad de la cancha. En 1941, pasó a jugar por el conjunto 'dinamitero' del Club Mariscal Sucre de Deportes, club por el que pasó fugazmente pero en el que daría el salto al seleccionado nacional que jugó el  Campeonato Sudamericano 1941 en Chile. Disputó un solo partido, ante Uruguay, reemplazando al aliancista Gerardo Arce, quien años más tarde se transformaría en un compañero inseparable.
En 1942 y 1943, jugó por el Alfonso Ugarte de Chiclín (conocido también como los 'Diablos Rojos'). Alcanzaría mayor nombradía que la que ya poseía en los choques de este club ante los equipos limeños. Y pegaría el gran salto.
Para el tramo final de la temporada '43, González volvió al Sucre, pero contra su voluntad, ya que, si bien el cuadro de Chiclín lo había vendido a los dinamiteros, su deseo era enrolarse a Alianza Lima, club con el que ya había llegado a un arreglo por su cuenta. Llegado 1944, cumplió su sueño. 
A los 29 años de edad, y considerado ya por la prensa y la afición como un jugador trajinado, llegó a La Victoria como suplente de Gerardo Arce. Comenzó a hacerse dueño del puesto en una de las giras del equipo a Chile; el aficionado mapochino ya lo conocía como figura pues había estado por allá reforzando a Universitario en una gira internacional y pidió su inclusión en el equipo. El entrenador Adelfo Magallanes Campos se vio así prácticamente obligado a incluirlo entre los once titulares. Y fue durante esa gira en Chile que su visión de campo y efectividad en la “cacería” de delanteros rivales le permitió ganarse el apelativo de ‘Patrullero’.
Posteriormente, don Adelfo recurrió aún más a sus servicios ante la lesión de Gerardo Arce. Para 1948, cuando logró su único título con la camiseta blanquiazul, ya era un titular indiscutible y caudillo del equipo. Los íntimos acabaron esa temporada ubicados un punto arriba sobre su más cercano perseguidor y campeón del año anterior, Atlético Chalaco. Aquella sería la única condecoración que recibiría el ‘Patrullero’ en su carrera deportiva, en un equipo donde destacaba al lado de 'Trito' Pedraza, Cornelio ‘El Brujo’ Heredia, Emilio ‘El Feo’ Salinas y Félix Castillo y Roberto Castillo. Un verdadero equipazo, la base de la selección de entonces.
Por decisión del técnico Ángel Fernández, no participó en el Campeonato Sudamericano 1942, pero pudo regresar a las justas continentales en el Campeonato Sudamericano 1947, en el torneo disputado en Ecuador. Jugó 6 de los 7 partidos. Sudamérica comenzó a conocer su rudeza: cosechó su primera expulsión ante la selección uruguaya (derrota de 1-0). Perú quedaría quinto. 
El ‘Patrullero’ también estuvo presente en la edición del Campeonato Sudamericano 1949, en Brasil. Jugó los 7 partidos, alcanzando la selección el tercer lugar, con 5 triunfos y 2 derrotas. En el equipo destacaban glorias del balompié nacional como Félix Castillo, Joe Calderón, Manuel Drago, Carlos Gómez Sánchez, Cornelio Heredia y (nuevamente) Gerardo Arce. González también sería expulsado en este torneo, esta vez en el partido que Brasil vapuleó sin piedad a la selección por 7-1. Las reiteradas expulsiones del ‘Patrullero’ dicen mucho de su temperamento. Su rudeza imponía temor y respeto entre los más afamados jugadores de la época, sobre todo en los brasileños, campeones del certamen.
González dejó Alianza en 1950 para incursionar en el codiciado 'Dorado' colombiano. Se marchó al América de Cali, donde jugó al lado una tropa peruana. con él, llegaron al equipo escarlata Gerardo Arce, Félix Castillo y Rigoberto Felandro. Posteriormente lo hicieron José Castañeda, Carlos Gómez Sánchez, Alfredo Cavero, Rafael Goyeneche, Guillermo Marchena, Leonidas Mendoza y Gilberto Torres. Pero el América no colmó las expectativas, y quedó décimo entre 16 equipos, a 15 puntos del campeón Deportivo Caldas. Al año siguiente, fueron dejados de lado varios de los peruanos, entre ellos 'Patrullero'.

## Regreso y trágico final
‘Patrullero’ regresó al Perú para jugar nuevamente por el equipo de sus amores. Con casi 35 años a cuestas, en 1951 decidió ponerse nuevamente la divisa blanquiazul, para fungir doble función como entrenador y jugador. Alianza solo alcanzaría el cuarto lugar. González cerraba un ciclo de su vida.
Tras pasar por el Sporting Tabaco, en 1952 se mudó a Chiclayo, para dirigir y jugar en el Juan Aurich de la liga provincial. Ese año el ‘Ciclón’ lograría el subcampeonato del torneo de primera división de Chiclayo. Pero para 1953 decidió realizar una inversión mayor: querían el título.
Aquel año fue trágico. Sorpresivamente, el ‘Patrullero’ González debió concluir la carrera que se negaba a dejar. Ya sin ejercer las funciones de jugador, se había enfocado en el trabajo como director técnico. Le dieron un año más de contrato. Tenía un plantel muy prometedor. En él destacaba quien había sido su compañero en el América de Cali, José Castañeda.
El 5 de julio de aquel 1953, el Juan Aurich regresaba por tierra a Chiclayo tras derrotar por 1-3 al Sport Rambler de Salaverry Trujillo en un cuadrangular amistoso. En el trayecto de regreso a Chiclayo, ocurrió la primera tragedia que enlutó al deporte peruano. A las 8:50 de la noche, en un paraje de la Panamericana Norte conocido como “El cruce de la muerte”, el ómnibus que llevaba al plantel aurichista invadió la línea férrea y fue embestido por el tren de Ascope en un violento choque que causó la muerte de 24 personas (12 eran futbolistas) y hubo muchos heridos de gravedad que fueron atendidos en los hospitales Belén y Obrero de Trujillo. Uno de los fallecidos era el ‘Patrullero’.
Aquel destino trágico de las grandes leyendas, sumado a su impecable carrera, hacen que su recuerdo siga vivo en el norte chico de Lima. El estadio de Paramonga lleva su nombre y es sede de la liga distrital. Además, clubes de Miraflores y el Rímac han sabido homenajearlo denominándose igual. Y es que, acaso sin proponérselo, Alejandro González se hizo héroe en cada actuación con la divisa nacional o con la de Alianza Lima; 'Patrullero' que desde su humilde posición supo engrandecerse para inscribir su nombre en las primeras planas.

## Clubes
| Club                            | País     | Año       |
| ------------------------------- | -------- | --------- |
| Sport Paramonga                 | Perú     | 1934-1938 |
| Club Sporting Tabaco            | Perú     | 1939-1940 |
| Club Mariscal Sucre de Deportes | Perú     | 1941      |
| Alfonso Ugarte de Chiclín       | Perú     | 1942-1943 |
| Club Alianza Lima               | Perú     | 1944-1949 |
| América de Cali                 | Colombia | 1950-1951 |
| Club Alianza Lima               | Perú     | 1951      |
| Club Juan Aurich                | Perú     | 1952-1953 |

### Campeonatos nacionales
| Título             | Club         | País | Año  |
| ------------------ | ------------ | ---- | ---- |
| Campeonato Peruano | Alianza Lima | Perú | 1948 |